# گمینا کروپسکی مون
گمینا کروپسکی مون (به لهستانی:  Gmina Krupski Młyn) یک گمینا در لهستان است که در شهرستان تارنووسکیه گور واقع شده‌است. گمینا کروپسکی مون ۳۹٫۴۲ کیلومتر مربع مساحت و ۳٬۵۴۳ نفر جمعیت دارد.